# Alloporus gilvitarsus
Alloporus gilvitarsus är en mångfotingart som först beskrevs av Carl Graf Attems 1914.  Alloporus gilvitarsus ingår i släktet Alloporus och familjen Spirostreptidae. Inga underarter finns listade i Catalogue of Life.